# Buddelundiella insubrica
Buddelundiella insubrica is een pissebed uit de familie Buddelundiellidae. De wetenschappelijke naam van de soort is voor het eerst geldig gepubliceerd in 1938 door Verhoeff.